# Tom Kristensen
Tom Kristensen (* 7. července 1967, Hobro) je bývalý dánský automobilový závodník. Devětkrát vyhrál vytrvalostní závod 24 hodin Le Mans, což je rekord. Šest z těchto vítězství bylo v řadě (v letech 2000-2005), k tomu přidal triumfy v letech 1997, 2008 a 2013. První ročník v roce 1997 vyhrál na prototypu Porsche, v roce 2003 uspěl v Bentley, ostatní prvenství vybojoval pro stáj Audi. V roce 2013 rovněž vyhrál seriál FIA World Endurance Championship. V roce 2014 mu byl dánskou královnou udělen Řád Dannebrog, v roce 2018 byl uveden do dánské sportovní síně slávy.